# Tito Menênio Lanato
Tito Menênio Lanato (em latim: Titus Menenius Lanatus) foi um político da gente Menênia nos primeiros anos da República Romana eleito cônsul em 452 a.C. com Públio Séstio Capitolino. 

## Consulado
Tito Menênio Lanato — Caio Menênio segundo Lívio; Lúcio Menênio segundo Dionísio — foi eleito cônsul em 452 a.C. com seu colega Públio Séstio Capitolino.
A comissão, formada por Espúrio Postúmio Albo Regilense, Aulo Mânlio Vulsão e Sérvio Sulpício Camerino Cornuto, enviada à Atenas para transcrever as leis de Sólon com o objetivo de permitir uma reforma das instituições romanas, finalmente retornou à cidade.
Depois de muita insistência dos tribunos da plebe, patrícios e plebeus concordaram em criar o primeiro decenvirato:
| “ | Foi decidido nomearem-se decênviros não sujeitos ao direito de apelação e pela inexistência de qualquer outro magistrado naquele ano, exceto eles. Se os plebeus deveriam participar ou não, foi um tópico longamente debatido. No final, eles levaram a melhor sobre os patrícios, mas sob a condição de que fosse revogada a Lex Icilia sobre a ocupação do Aventino e outras leis já consagradas. | ” |
|   | — Lívio, Ab Urbe Condita Libri III, 2, 32. |   |